# Lista de países por taxa de homicídio intencional
| Mais de 20 homicídios Entre 15 e 20 homicídioss Entre 10 e 14,9 homicídio Entre 5 e 9,9 homicídios | Entre 1,5 e 4,9 homicídios Entre 1 e 1,4 homicídio Menos de 1 homicídio Sem dados |

Mapa mundial por taxa de homicídio intencional a cada 100 mil pessoas (inclui os dados mais recentes disponíveis de cada país até o ano de 2021).

Esta é a lista de países por taxa de homicídio por ano por 100 mil habitantes a partir do ano de 2000. A confiabilidade dos dados subjacentes às taxas nacionais de assassinatos pode variar. A definição legal de "homicídio doloso" (com intenção de matar) difere entre os países. O homicídio doloso pode ou não incluir assalto, infanticídio e suicídio assistido ou eutanásia. O Escritório das Nações Unidas sobre Drogas e Crime (UNODC), em seu Estudo Global sobre Homicídio, define:

Dentro da grande gama de tipos de morte violenta, o elemento primordial do homicídio intencional é sua completa ligação com o perpetrador direto, o que consequentemente exclui mortes causadas por guerras e conflitos, mortes autoinfligidas (suicídio), mortes devido a intervenções legais ou motivos justos (como autodefesa, por exemplo) e mortes quando houve negligência do perpetrador mas este não tinha a intenção de tirar uma vida (homicídio não intencional).
A demografia do homicídio doloso é afetada por mudanças no atendimento ao trauma, levando a mudanças na letalidade de assaltos violentos. Assim, a taxa de homicídio intencional não indica necessariamente o nível geral de violência da sociedade. Eles também podem estar subnotificados, por razões políticas.
Outro problema na comparação dos números a seguir é que alguns dados incluem tentativas de homicídio e outros não. Estes valores podem variar muito em alguns países. Por exemplo, na Alemanha, que apresenta uma das mais baixas taxas de homicídio do mundo, 3 de cada 4 tentativas de homicídio resultam em morte.
Um estudo recente realizado pela Declaração de Genebra sobre Violência Armada e Desenvolvimento estimou que houve cerca de 490 mil homicídios em todo o mundo em 2004. O estudo estimou que a taxa global era de 7,6 homicídios por 100 mil habitantes do planeta em 2004, reduzindo em 2012 para 6,9.

## Estudo das Nações Unidas
A UNODC realizou um novo estudo em 2012 que inclui a maioria dos países do mundo. As listas a seguir mostram somente os dados mais recentes.

### Por país
| Taxas de homicídio no ano mais recente de acordo com o UNODC (tabela completa aqui) | Taxas de homicídio no ano mais recente de acordo com o UNODC (tabela completa aqui) | Taxas de homicídio no ano mais recente de acordo com o UNODC (tabela completa aqui) | Taxas de homicídio no ano mais recente de acordo com o UNODC (tabela completa aqui) | Taxas de homicídio no ano mais recente de acordo com o UNODC (tabela completa aqui) |
| País                                                                                | Taxa                                                                                | Total                                                                               | Região                                                                              | Sub-região                                                                          |
| ----------------------------------------------------------------------------------- | ----------------------------------------------------------------------------------- | ----------------------------------------------------------------------------------- | ----------------------------------------------------------------------------------- | ----------------------------------------------------------------------------------- |
| Burundi                                                                             | 7,34                                                                                | 760                                                                                 | África                                                                              | África Oriental                                                                     |
| Comores                                                                             | 8,76                                                                                | 63                                                                                  | África                                                                              | África Oriental                                                                     |
| Djibouti                                                                            | 6,49                                                                                | 64                                                                                  | África                                                                              | África Oriental                                                                     |
| Eritreia                                                                            | 13,64                                                                               | 384                                                                                 | África                                                                              | África Oriental                                                                     |
| Etiópia                                                                             | 8,75                                                                                | 8076                                                                                | África                                                                              | África Oriental                                                                     |
| Quénia                                                                              | 7,07                                                                                | 2942                                                                                | África                                                                              | África Oriental                                                                     |
| Madagascar                                                                          | 7,62                                                                                | 1749                                                                                | África                                                                              | África Oriental                                                                     |
| Malawi                                                                              | 3,12                                                                                | 406                                                                                 | África                                                                              | África Oriental                                                                     |
| Maurícia                                                                            | 2,71                                                                                | 34                                                                                  | África                                                                              | África Oriental                                                                     |
| Moçambique                                                                          | 3,39                                                                                | 849                                                                                 | África                                                                              | África Oriental                                                                     |
| Ruanda                                                                              | 4,51                                                                                | 500                                                                                 | África                                                                              | África Oriental                                                                     |
| Seicheles                                                                           | 2,15                                                                                | 2                                                                                   | África                                                                              | África Oriental                                                                     |
| Somália                                                                             | 5,56                                                                                | 599 +                                                                               | África                                                                              | África Oriental                                                                     |
| Sudão do Sul                                                                        | 13,70                                                                               | 1504                                                                                | África                                                                              | África Oriental                                                                     |
| Uganda                                                                              | 11,84                                                                               | 4473                                                                                | África                                                                              | África Oriental                                                                     |
| Tanzânia                                                                            | 7,01                                                                                | 3746                                                                                | África                                                                              | África Oriental                                                                     |
| Zâmbia                                                                              | 5,85                                                                                | 814                                                                                 | África                                                                              | África Oriental                                                                     |
| Zimbabwe                                                                            | 6,74                                                                                | 981                                                                                 | África                                                                              | África Oriental                                                                     |
| Angola                                                                              | 9,65                                                                                | 2414                                                                                | África                                                                              | África Central                                                                      |
| Camarões                                                                            | 5,93                                                                                | 1385                                                                                | África                                                                              | África Central                                                                      |
| República Centro-Africana                                                           | 13,09                                                                               | 642                                                                                 | África                                                                              | África Central                                                                      |
| Chade                                                                               | 9,02                                                                                | 1266                                                                                | África                                                                              | África Central                                                                      |
| Congo                                                                               | 10,88                                                                               | 466                                                                                 | África                                                                              | África Central                                                                      |
| República Democrática do Congo                                                      | 13,36                                                                               | 10322                                                                               | África                                                                              | África Central                                                                      |
| Guiné Equatorial                                                                    | 3,21                                                                                | 27                                                                                  | África                                                                              | África Central                                                                      |
| São Tomé e Príncipe                                                                 | 3,44                                                                                | 6                                                                                   | África                                                                              | África Central                                                                      |
| Gabão                                                                               | 9,0                                                                                 | 155                                                                                 | África                                                                              | África Central                                                                      |
| Argélia                                                                             | 1,37                                                                                | 542                                                                                 | África                                                                              | África Setentrional                                                                 |
| Egito                                                                               | 3,23                                                                                | 2703                                                                                | África                                                                              | África Setentrional                                                                 |
| Líbia                                                                               | 2,49                                                                                | 156 +                                                                               | África                                                                              | África Setentrional                                                                 |
| Marrocos                                                                            | 1,05                                                                                | 355                                                                                 | África                                                                              | África Setentrional                                                                 |
| Sudão                                                                               | 6,45                                                                                | 2596 +                                                                              | África                                                                              | África Setentrional                                                                 |
| Tunísia                                                                             | 3,05                                                                                | 332                                                                                 | África                                                                              | África Setentrional                                                                 |
| Botswana                                                                            | 10,53                                                                               | 220                                                                                 | África                                                                              | África Austral                                                                      |
| Lesoto                                                                              | 38,00                                                                               | 764                                                                                 | África                                                                              | África Austral                                                                      |
| Namíbia                                                                             | 16,93                                                                               | 388                                                                                 | África                                                                              | África Austral                                                                      |
| África do Sul                                                                       | 46,60                                                                               | 27272                                                                               | África                                                                              | África Austral                                                                      |
| Eswatini                                                                            | 8,16                                                                                | 102                                                                                 | África                                                                              | África Austral                                                                      |
| Benim                                                                               | 6,01                                                                                | 654                                                                                 | África                                                                              | África Ocidental                                                                    |
| Burquina Fasso                                                                      | 0,71                                                                                | 117                                                                                 | África                                                                              | África Ocidental                                                                    |
| Cabo Verde                                                                          | 8,84                                                                                | 46                                                                                  | África                                                                              | África Ocidental                                                                    |
| Costa do Marfim                                                                     | 11,84                                                                               | 2688                                                                                | África                                                                              | África Ocidental                                                                    |
| Gâmbia                                                                              | 9,07                                                                                | 181                                                                                 | África                                                                              | África Ocidental                                                                    |
| Gana                                                                                | 1,70                                                                                | 423                                                                                 | África                                                                              | África Ocidental                                                                    |
| Guiné                                                                               | 8,46                                                                                | 1067                                                                                | África                                                                              | África Ocidental                                                                    |
| Guiné-Bissau                                                                        | 9,17                                                                                | 169                                                                                 | África                                                                              | África Ocidental                                                                    |
| Libéria                                                                             | 3,22                                                                                | 135                                                                                 | África                                                                              | África Ocidental                                                                    |
| Mali                                                                                | 10,82                                                                               | 1905                                                                                | África                                                                              | África Ocidental                                                                    |
| Mauritânia                                                                          | 10,22                                                                               | 416                                                                                 | África                                                                              | África Ocidental                                                                    |
| Níger                                                                               | 4,47                                                                                | 788                                                                                 | África                                                                              | África Ocidental                                                                    |
| Nigéria                                                                             | 32,15                                                                               | 64201                                                                               | África                                                                              | África Ocidental                                                                    |
| Senegal                                                                             | 7,30                                                                                | 1105                                                                                | África                                                                              | África Ocidental                                                                    |
| Serra Leoa                                                                          | 1,92                                                                                | 124                                                                                 | África                                                                              | África Ocidental                                                                    |
| Togo                                                                                | 9,14                                                                                | 668                                                                                 | África                                                                              | África Ocidental                                                                    |
| Anguila                                                                             | 27,66                                                                               | 4                                                                                   | América                                                                             | Caribe                                                                              |
| Antígua e Barbuda                                                                   | 11,23                                                                               | 10                                                                                  | América                                                                             | Caribe                                                                              |
| Aruba                                                                               | 3,94                                                                                | 4                                                                                   | América                                                                             | Caribe                                                                              |
| Bahamas                                                                             | 32,10                                                                               | 128                                                                                 | América                                                                             | Caribe                                                                              |
| Barbados                                                                            | 15,00                                                                               | 43                                                                                  | América                                                                             | Caribe                                                                              |
| Ilhas Virgens Britânicas                                                            | 8,37                                                                                | 2                                                                                   | América                                                                             | Caribe                                                                              |
| Ilhas Cayman                                                                        | 14,74                                                                               | 8                                                                                   | América                                                                             | Caribe                                                                              |
| Cuba                                                                                | 4,72                                                                                | 534                                                                                 | América                                                                             | Caribe                                                                              |
| Domínica                                                                            | 8,40                                                                                | 6                                                                                   | América                                                                             | Caribe                                                                              |
| República Dominicana                                                                | 10,50                                                                               | 1172                                                                                | América                                                                             | Caribe                                                                              |
| Granada                                                                             | 7,52                                                                                | 8                                                                                   | América                                                                             | Caribe                                                                              |
| Guadalupe                                                                           | 7,90                                                                                | 36                                                                                  | América                                                                             | Caribe                                                                              |
| Haiti                                                                               | 10,04                                                                               | 1033                                                                                | América                                                                             | Caribe                                                                              |
| Jamaica                                                                             | 52,92                                                                               | 1498                                                                                | América                                                                             | Caribe                                                                              |
| Martinica                                                                           | 2,78                                                                                | 11                                                                                  | América                                                                             | Caribe                                                                              |
| Montserrat                                                                          | 20,39                                                                               | 1                                                                                   | América                                                                             | Caribe                                                                              |
| Porto Rico                                                                          | 15,86                                                                               | 584                                                                                 | América                                                                             | Caribe                                                                              |
| São Cristóvão e Nevis                                                               | 33,55                                                                               | 18                                                                                  | América                                                                             | Caribe                                                                              |
| Santa Lúcia                                                                         | 39,00                                                                               | 70                                                                                  | América                                                                             | Caribe                                                                              |
| São Vicente e Granadinas                                                            | 30,72                                                                               | 32                                                                                  | América                                                                             | Caribe                                                                              |
| Trindade e Tobago                                                                   | 39,40                                                                               | 605                                                                                 | América                                                                             | Caribe                                                                              |
| Ilhas Turks e Caicos                                                                | 77,6                                                                                | 35                                                                                  | América                                                                             | Caribe                                                                              |
| Ilhas Virgens Americanas                                                            | 52,64                                                                               | 56                                                                                  | América                                                                             | Caribe                                                                              |
| Belize                                                                              | 25,1                                                                                | 113                                                                                 | América                                                                             | América Central                                                                     |
| Costa Rica                                                                          | 11,77                                                                               | 566                                                                                 | América                                                                             | América Central                                                                     |
| El Salvador                                                                         | 7,80                                                                                | 495                                                                                 | América                                                                             | América Central                                                                     |
| Guatemala                                                                           | 17,30                                                                               | 3004                                                                                | América                                                                             | América Central                                                                     |
| Honduras                                                                            | 35,8                                                                                | 3713                                                                                | América                                                                             | América Central                                                                     |
| México                                                                              | 25,21                                                                               | 30968 +                                                                             | América                                                                             | América do Norte                                                                    |
| Nicarágua                                                                           | 6.7                                                                                 | 460                                                                                 | América                                                                             | América Central                                                                     |
| Panamá                                                                              | 11,38                                                                               | 447                                                                                 | América                                                                             | América Central                                                                     |
| Bermudas                                                                            | 6,45                                                                                | 4                                                                                   | América                                                                             | América do Norte                                                                    |
| Canadá                                                                              | 2,12                                                                                | 788                                                                                 | América                                                                             | América do Norte                                                                    |
| Gronelândia                                                                         | 12,46                                                                               | 7                                                                                   | América                                                                             | América do Norte                                                                    |
| Estados Unidos                                                                      | 6,84                                                                                | 22941                                                                               | América                                                                             | América do Norte                                                                    |
| Argentina                                                                           | 4,6                                                                                 | 2092                                                                                | América                                                                             | América do Sul                                                                      |
| Bolívia                                                                             | 12,40                                                                               | 1270                                                                                | América                                                                             | América do Sul                                                                      |
| Brasil                                                                              | 17,80                                                                               | 38772                                                                               | América                                                                             | América do Sul                                                                      |
| Chile                                                                               | 4,60                                                                                | 960                                                                                 | América                                                                             | América do Sul                                                                      |
| Colômbia                                                                            | 26,50                                                                               | 12782 +                                                                             | América                                                                             | América do Sul                                                                      |
| Equador                                                                             | 8,23                                                                                | 1309                                                                                | América                                                                             | América do Sul                                                                      |
| Guiana Francesa                                                                     | 13,17                                                                               | 30                                                                                  | América                                                                             | América do Sul                                                                      |
| Guiana                                                                              | 16,58                                                                               | 131                                                                                 | América                                                                             | América do Sul                                                                      |
| Paraguai                                                                            | 7,6                                                                                 | 512                                                                                 | América                                                                             | América do Sul                                                                      |
| Peru                                                                                | 7,16                                                                                | 2247                                                                                | América                                                                             | América do Sul                                                                      |
| Suriname                                                                            | 10,68                                                                               | 58                                                                                  | América                                                                             | América do Sul                                                                      |
| Uruguai                                                                             | 8,42                                                                                | 289                                                                                 | América                                                                             | América do Sul                                                                      |
| Venezuela                                                                           | 40,40                                                                               | 10737                                                                               | América                                                                             | América do Sul                                                                      |
| Cazaquistão                                                                         | 4,84                                                                                | 853                                                                                 | Ásia                                                                                | Ásia Central                                                                        |
| Quirguistão                                                                         | 5,12                                                                                | 304                                                                                 | Ásia                                                                                | Ásia Central                                                                        |
| Tajiquistão                                                                         | 1,44                                                                                | 117                                                                                 | Ásia                                                                                | Ásia Central                                                                        |
| Turquemenistão                                                                      | 4,20                                                                                | 225                                                                                 | Ásia                                                                                | Ásia Central                                                                        |
| Uzbequistão                                                                         | 2,99                                                                                | 893                                                                                 | Ásia                                                                                | Ásia Central                                                                        |
| China                                                                               | 0,74                                                                                | 10083                                                                               | Ásia                                                                                | Ásia Oriental                                                                       |
| Taiwan                                                                              | 0,82                                                                                | 192                                                                                 | Ásia                                                                                | Ásia Oriental                                                                       |
| Coreia do Norte                                                                     | 4,41                                                                                | 1110                                                                                | Ásia                                                                                | Ásia Oriental                                                                       |
| Hong Kong                                                                           | 0,30                                                                                | 22                                                                                  | Ásia                                                                                | Ásia Oriental                                                                       |
| Japão                                                                               | 0,31                                                                                | 395                                                                                 | Ásia                                                                                | Ásia Oriental                                                                       |
| Macau                                                                               | 0,17                                                                                | 1                                                                                   | Ásia                                                                                | Ásia Oriental                                                                       |
| Mongólia                                                                            | 7,23                                                                                | 214                                                                                 | Ásia                                                                                | Ásia Oriental                                                                       |
| Coreia do Sul                                                                       | 0,74                                                                                | 372                                                                                 | Ásia                                                                                | Ásia Oriental                                                                       |
| Brunei                                                                              | 0,49                                                                                | 2                                                                                   | Ásia                                                                                | Sudeste Asiático                                                                    |
| Camboja                                                                             | 1,84                                                                                | 268                                                                                 | Ásia                                                                                | Sudeste Asiático                                                                    |
| Indonésia                                                                           | 0,50                                                                                | 1277                                                                                | Ásia                                                                                | Sudeste Asiático                                                                    |
| Laos                                                                                | 6,87                                                                                | 467                                                                                 | Ásia                                                                                | Sudeste Asiático                                                                    |
| Malásia                                                                             | 1,92                                                                                | 540                                                                                 | Ásia                                                                                | Sudeste Asiático                                                                    |
| Myanmar                                                                             | 2,42                                                                                | 1304                                                                                | Ásia                                                                                | Sudeste Asiático                                                                    |
| Filipinas                                                                           | 9,84                                                                                | 9756                                                                                | Ásia                                                                                | Sudeste Asiático                                                                    |
| Singapura                                                                           | 0,25                                                                                | 14                                                                                  | Ásia                                                                                | Sudeste Asiático                                                                    |
| Tailândia                                                                           | 3,51                                                                                | 2387                                                                                | Ásia                                                                                | Sudeste Asiático                                                                    |
| Timor-Leste                                                                         | 3,69                                                                                | 39                                                                                  | Ásia                                                                                | Sudeste Asiático                                                                    |
| Vietname                                                                            | 1,52                                                                                | 1358                                                                                | Ásia                                                                                | Sudeste Asiático                                                                    |
| Afeganistão                                                                         | 6,55                                                                                | 1948 +                                                                              | Ásia                                                                                | Ásia Meridional                                                                     |
| Bangladesh                                                                          | 2,51                                                                                | 4035                                                                                | Ásia                                                                                | Ásia Meridional                                                                     |
| Butão                                                                               | 2,75                                                                                | 21                                                                                  | Ásia                                                                                | Ásia Meridional                                                                     |
| Índia                                                                               | 3,21                                                                                | 41623                                                                               | Ásia                                                                                | Ásia Meridional                                                                     |
| Irã                                                                                 | 4,12                                                                                | 3259                                                                                | Ásia                                                                                | Ásia Meridional                                                                     |
| Maldivas                                                                            | 0,85                                                                                | 3                                                                                   | Ásia                                                                                | Ásia Meridional                                                                     |
| Nepal                                                                               | 2,27                                                                                | 639                                                                                 | Ásia                                                                                | Ásia Meridional                                                                     |
| Paquistão                                                                           | 7,81                                                                                | 13846 +                                                                             | Ásia                                                                                | Ásia Meridional                                                                     |
| Sri Lanka                                                                           | 2,91                                                                                | 598                                                                                 | Ásia                                                                                | Ásia Meridional                                                                     |
| Arménia                                                                             | 2,45                                                                                | 74                                                                                  | Ásia                                                                                | Ásia Ocidental                                                                      |
| Azerbaijão                                                                          | 2,45                                                                                | 236                                                                                 | Ásia                                                                                | Ásia Ocidental                                                                      |
| Bahrein                                                                             | 0,54                                                                                | 7                                                                                   | Ásia                                                                                | Ásia Ocidental                                                                      |
| Chipre                                                                              | 1,29                                                                                | 15                                                                                  | Ásia                                                                                | Ásia Ocidental                                                                      |
| Geórgia                                                                             | 2,68                                                                                | 108                                                                                 | Ásia                                                                                | Ásia Ocidental                                                                      |
| Iraque                                                                              | 8,0                                                                                 | 2628 +                                                                              | Ásia                                                                                | Ásia Ocidental                                                                      |
| Israel                                                                              | 1,36                                                                                | 110 +                                                                               | Ásia                                                                                | Ásia Ocidental                                                                      |
| Jordânia                                                                            | 2,0                                                                                 | 144                                                                                 | Ásia                                                                                | Ásia Ocidental                                                                      |
| Kuwait                                                                              | 1,78                                                                                | 61                                                                                  | Ásia                                                                                | Ásia Ocidental                                                                      |
| Líbano                                                                              | 3,95                                                                                | 231                                                                                 | Ásia                                                                                | Ásia Ocidental                                                                      |
| Palestina                                                                           | 0,60                                                                                | 26 +                                                                                | Ásia                                                                                | Ásia Ocidental                                                                      |
| Omã                                                                                 | 1,06                                                                                | 34                                                                                  | Ásia                                                                                | Ásia Ocidental                                                                      |
| Catar                                                                               | 8,10                                                                                | 181                                                                                 | Ásia                                                                                | Ásia Ocidental                                                                      |
| Arábia Saudita                                                                      | 1,50                                                                                | 472                                                                                 | Ásia                                                                                | Ásia Ocidental                                                                      |
| Síria                                                                               | 2,23                                                                                | 463 +                                                                               | Ásia                                                                                | Ásia Ocidental                                                                      |
| Turquia                                                                             | 4,30                                                                                | 3216                                                                                | Ásia                                                                                | Ásia Ocidental                                                                      |
| Emirados Árabes Unidos                                                              | 0,66                                                                                | 60                                                                                  | Ásia                                                                                | Ásia Ocidental                                                                      |
| Iémen                                                                               | 6,67                                                                                | 1703                                                                                | Ásia                                                                                | Ásia Ocidental                                                                      |
| Bielorrússia                                                                        | 3,58                                                                                | 340                                                                                 | Europa                                                                              | Europa Oriental                                                                     |
| Bulgária                                                                            | 1,80                                                                                | 129                                                                                 | Europa                                                                              | Europa Oriental                                                                     |
| Chéquia                                                                             | 0,75                                                                                | 79                                                                                  | Europa                                                                              | Europa Oriental                                                                     |
| Hungria                                                                             | 1,48                                                                                | 146                                                                                 | Europa                                                                              | Europa Oriental                                                                     |
| Polónia                                                                             | 0,74                                                                                | 286                                                                                 | Europa                                                                              | Europa Oriental                                                                     |
| Moldávia                                                                            | 3,19                                                                                | 130                                                                                 | Europa                                                                              | Europa Oriental                                                                     |
| Roménia                                                                             | 1,49                                                                                | 291                                                                                 | Europa                                                                              | Europa Oriental                                                                     |
| Rússia                                                                              | 11,31                                                                               | 16232                                                                               | Europa                                                                              | Europa Oriental                                                                     |
| Eslováquia                                                                          | 0,88                                                                                | 48                                                                                  | Europa                                                                              | Europa Oriental                                                                     |
| Ucrânia                                                                             | 4,36                                                                                | 1988                                                                                | Europa                                                                              | Europa Oriental                                                                     |
| Dinamarca                                                                           | 0,99                                                                                | 56                                                                                  | Europa                                                                              | Europa Setentrional                                                                 |
| Estónia                                                                             | 3,20                                                                                | 42                                                                                  | Europa                                                                              | Europa Setentrional                                                                 |
| Finlândia                                                                           | 1,60                                                                                | 88                                                                                  | Europa                                                                              | Europa Setentrional                                                                 |
| Islândia                                                                            | 0,91                                                                                | 3                                                                                   | Europa                                                                              | Europa Setentrional                                                                 |
| Irlanda                                                                             | 0,64                                                                                | 30                                                                                  | Europa                                                                              | Europa Setentrional                                                                 |
| Letónia                                                                             | 4,11                                                                                | 81                                                                                  | Europa                                                                              | Europa Setentrional                                                                 |
| Lituânia                                                                            | 5,98                                                                                | 172                                                                                 | Europa                                                                              | Europa Setentrional                                                                 |
| Noruega                                                                             | 0,56                                                                                | 29                                                                                  | Europa                                                                              | Europa Setentrional                                                                 |
| Suécia                                                                              | 1,15                                                                                | 112                                                                                 | Europa                                                                              | Europa Setentrional                                                                 |
| Reino Unido                                                                         | 1,22                                                                                | 775                                                                                 | Europa                                                                              | Europa Setentrional                                                                 |
| Albânia                                                                             | 2,18                                                                                | 65                                                                                  | Europa                                                                              | Europa Meridional                                                                   |
| Andorra                                                                             | 0                                                                                   | 0                                                                                   | Europa                                                                              | Europa Meridional                                                                   |
| Bósnia e Herzegovina                                                                | 1,50                                                                                | 57                                                                                  | Europa                                                                              | Europa Meridional                                                                   |
| Croácia                                                                             | 0,87                                                                                | 37                                                                                  | Europa                                                                              | Europa Meridional                                                                   |
| Grécia                                                                              | 0,85                                                                                | 93                                                                                  | Europa                                                                              | Europa Meridional                                                                   |
| Itália                                                                              | 0,51                                                                                | 304                                                                                 | Europa                                                                              | Europa Meridional                                                                   |
| Kosovo                                                                              | 1,60                                                                                | 30                                                                                  | Europa                                                                              | Europa Meridional                                                                   |
| Malta                                                                               | 0,96                                                                                | 4                                                                                   | Europa                                                                              | Europa Meridional                                                                   |
| Montenegro                                                                          | 2,72                                                                                | 17                                                                                  | Europa                                                                              | Europa Meridional                                                                   |
| Portugal                                                                            | 0,80                                                                                | 82                                                                                  | Europa                                                                              | Europa Meridional                                                                   |
| Sérvia                                                                              | 1,13                                                                                | 100                                                                                 | Europa                                                                              | Europa Meridional                                                                   |
| Eslovénia                                                                           | 1,21                                                                                | 25                                                                                  | Europa                                                                              | Europa Meridional                                                                   |
| Espanha                                                                             | 0,61                                                                                | 290                                                                                 | Europa                                                                              | Europa Meridional                                                                   |
| Macedónia do Norte                                                                  | 1,59                                                                                | 33                                                                                  | Europa                                                                              | Europa Meridional                                                                   |
| Áustria                                                                             | 0,51                                                                                | 44                                                                                  | Europa                                                                              | Europa Ocidental                                                                    |
| Bélgica                                                                             | 1,95                                                                                | 220                                                                                 | Europa                                                                              | Europa Ocidental                                                                    |
| França                                                                              | 1,18                                                                                | 734                                                                                 | Europa                                                                              | Europa Ocidental                                                                    |
| Alemanha                                                                            | 0,86                                                                                | 695                                                                                 | Europa                                                                              | Europa Ocidental                                                                    |
| Liechtenstein                                                                       | 0                                                                                   | 0                                                                                   | Europa                                                                              | Europa Ocidental                                                                    |
| Luxemburgo                                                                          | 0,72                                                                                | 4                                                                                   | Europa                                                                              | Europa Ocidental                                                                    |
| Mónaco                                                                              | 0.0                                                                                 | 0                                                                                   | Europa                                                                              | Europa Ocidental                                                                    |
| Países Baixos                                                                       | 0,61                                                                                | 104                                                                                 | Europa                                                                              | Europa Ocidental                                                                    |
| Suíça                                                                               | 0,69                                                                                | 57                                                                                  | Europa                                                                              | Europa Ocidental                                                                    |
| Austrália                                                                           | 0,98                                                                                | 236                                                                                 | Oceania                                                                             | Australásia                                                                         |
| Nova Zelândia                                                                       | 1,17                                                                                | 57                                                                                  | Oceania                                                                             | Australásia                                                                         |
| Fiji                                                                                | 2,97                                                                                | 26                                                                                  | Oceania                                                                             | Melanésia                                                                           |
| Nova Caledônia                                                                      | 3,29                                                                                | 8                                                                                   | Oceania                                                                             | Melanésia                                                                           |
| Papua-Nova Guiné                                                                    | 10,42                                                                               | 713                                                                                 | Oceania                                                                             | Melanésia                                                                           |
| Ilhas Salomão                                                                       | 3,77                                                                                | 19                                                                                  | Oceania                                                                             | Melanésia                                                                           |
| Vanuatu                                                                             | 2,13                                                                                | 6                                                                                   | Oceania                                                                             | Melanésia                                                                           |
| Guam                                                                                | 2,49                                                                                | 4                                                                                   | Oceania                                                                             | Micronésia                                                                          |
| Kiribati                                                                            | 7,50                                                                                | 8                                                                                   | Oceania                                                                             | Micronésia                                                                          |
| Ilhas Marshall                                                                      | 4,68                                                                                | 2                                                                                   | Oceania                                                                             | Micronésia                                                                          |
| Micronésia                                                                          | 4,67                                                                                | 5                                                                                   | Oceania                                                                             | Micronésia                                                                          |
| Nauru                                                                               | 1,31                                                                                | x                                                                                   | Oceania                                                                             | Micronésia                                                                          |
| Palau                                                                               | 3,11                                                                                | 1                                                                                   | Oceania                                                                             | Micronésia                                                                          |
| Ilhas Cook                                                                          | 3,06                                                                                | 1                                                                                   | Oceania                                                                             | Micronésia                                                                          |
| Polinésia Francesa                                                                  | 0,38                                                                                | 1                                                                                   | Oceania                                                                             | Polinésia                                                                           |
| Niue                                                                                | 3,07                                                                                | x                                                                                   | Oceania                                                                             | Polinésia                                                                           |
| Samoa                                                                               | 3,15                                                                                | 6                                                                                   | Oceania                                                                             | Polinésia                                                                           |
| Tonga                                                                               | 0,95                                                                                | 1                                                                                   | Oceania                                                                             | Polinésia                                                                           |
| Tuvalu                                                                              | 20,28                                                                               | 2                                                                                   | Oceania                                                                             | Polinésia                                                                           |

### Por região
| Taxa de homicídios mais recentes pela UNODC | Taxa de homicídios mais recentes pela UNODC | Taxa de homicídios mais recentes pela UNODC |
| Região                                      | Taxa                                        | Total                                       |
| ------------------------------------------- | ------------------------------------------- | ------------------------------------------- |
| África                                      | 12,5                                        | 135.000                                     |
| América                                     | 16,3                                        | 157.000                                     |
| Ásia                                        | 2,9                                         | 122.000                                     |
| Europa                                      | 3,0                                         | 22.000                                      |
| Oceania                                     | 3,0                                         | 1.100                                       |
| Mundo                                       | 6,2                                         | 437.000                                     |

### Por Sub-região
| Taxa de homicídios mais recentes pela UNODC | Taxa de homicídios mais recentes pela UNODC | Taxa de homicídios mais recentes pela UNODC | Taxa de homicídios mais recentes pela UNODC |
| Sub-região                                  | Taxa                                        | Total                                       | Região                                      |
| ------------------------------------------- | ------------------------------------------- | ------------------------------------------- | ------------------------------------------- |
| África Oriental                             | 21,9                                        | 69344                                       | África                                      |
| África Central                              | 20,8                                        | 25330                                       | África                                      |
| África Setentrional                         | 5,9                                         | 12276                                       | África                                      |
| África Austral                              | 30,5                                        | 17484                                       | África                                      |
| África Ocidental                            | 15,4                                        | 44671                                       | África                                      |
| Caribe                                      | 16,9                                        | 7001                                        | América                                     |
| América Central                             | 41,0                                        | 19293                                       | América                                     |
| América do Norte                            | 10,2                                        | 39315                                       | América                                     |
| América do Sul                              | 20,0                                        | 79039                                       | América                                     |
| Ásia Central                                | 6,1                                         | 3667                                        | Ásia                                        |
| Ásia Oriental                               | 1,3                                         | 19828                                       | Ásia                                        |
| Sudeste Asiático                            | 6,0                                         | 34787                                       | Ásia                                        |
| Ásia Meridional                             | 3,8                                         | 63102                                       | Ásia                                        |
| Ásia Ocidental                              | 2,6                                         | 5736                                        | Ásia                                        |
| Europa Oriental                             | 6,4                                         | 19072                                       | Europa                                      |
| Europa Setentrional                         | 1,5                                         | 1432                                        | Europa                                      |
| Europa Meridional                           | 1,4                                         | 1669                                        | Europa                                      |
| Europa Ocidental                            | 1,0                                         | 1852                                        | Europa                                      |
| Australásia                                 | 1,0                                         | 268                                         | Oceania                                     |
| Melanésia                                   | 11,1                                        | 898                                         | Oceania                                     |
| Micronésia                                  | 2,5                                         | 10                                          | Oceania                                     |
| Polinésia                                   | 0,1                                         | 3                                           | Oceania                                     |

## Ranking: Anos 2000
| País                                      | Fontes                                           | 2000  | 2001  | 2002  | 2003  | 2004  | 2005  | 2006  | 2007  | 2008 | 2009 | Mais recente |
| ----------------------------------------- | ------------------------------------------------ | ----- | ----- | ----- | ----- | ----- | ----- | ----- | ----- | ---- | ---- | ------------ |
| El Salvador                               | [ 16 ] [ 17 ] [ 18 ] [ 19 ]                      | 37    | 35    | 31    | 33    | 41    | 55    | 55    | 49    | 52   | 71   | 71           |
| Honduras                                  | [ 20 ] [ 21 ] [ 22 ] [ 23 ]                      | 50    | 54    | 56    | 34    | 32    | 35    | 43    | 50    | 58   | 67   | 67           |
| Jamaica                                   | [ 24 ] [ 25 ]                                    | 34    | 44    | 40    | 36    | 54    | 58    | 49    | 58    |      | 58   | 58           |
| Guatemala                                 | [ 18 ] [ 19 ] [ 26 ]                             | 26    | 25    | 31    | 35    | 36    | 42    | 45    | 45    | 49   | 52   | 52           |
| Venezuela                                 | [ 27 ] [ 28 ] [ 29 ]                             | 33    | 32    | 38    | 44    | 37    | 37    | 45    | 48    | 52   | 49   | 49           |
| África do Sul                             | [ 30 ] [ 31 ]                                    | 50    | 48    | 48    | 43    | 40    | 40    | 41    | 39    | 37   |      | 37           |
| Colômbia                                  | [ 32 ] [ 33 ] [ 34 ] [ 35 ] [ 36 ]               | 63    | 65    | 66    | 53    | 44    | 39    | 40    | 39    | 36   | 35   | 35           |
| Belize                                    | [ 37 ] [ 38 ]                                    | 16,3  | 24,9  | 33,1  | 24,9  | 28,7  | 30,0  | 33,0  | 30,8  | 33,4 |      | 33,4         |
| Etiópia                                   | [ 39 ]                                           |       |       |       |       |       |       |       |       | 25,5 |      | 25,5         |
| República Dominicana                      | [ 39 ]                                           | 14,1  | 12,5  | 14,4  | 21,1  | 24,5  | 25,8  | 22,8  | 22,1  | 24,8 | 24,2 | 24,2         |
| Brasil                                    | [ 39 ] [ 40 ] [ 41 ] [ 42 ] [ 43 ]               | 26,7  | 27,8  | 28,4  | 28,9  | 22,5  | 22,4  | 22,7  | 22,3  | 22,8 | 21,7 | 17,8         |
| Quénia                                    | [ 39 ]                                           |       |       |       |       |       |       |       |       | 20,1 |      | 20,1         |
| Equador                                   | [ 44 ] [ 45 ] [ 46 ]                             |       |       |       | 15,07 | 18,33 | 18,07 | 16,24 | 16,90 | 19   |      | 19           |
| Porto Rico                                | [ 47 ] [ 48 ] [ 49 ] [ 50 ] [ 51 ] [ 52 ] [ 53 ] | 18,2  | 19,4  | 20,1  | 42,0  | 20,4  | 19,6  | 18,8  |       |      |      | 18,8         |
| Rússia                                    | [ 54 ] [ 55 ]                                    | 28    | 30    | 31    | 29    | 27    | 25    | 20    | 17,9  | 16,5 | 14,9 | 14,9         |
| México                                    | [ 56 ] [ 57 ] [ 58 ] [ 59 ]                      | 14,11 | 13,94 | 13,04 | 10    | 11,   | 11    | 11    | 10    | 12   | 14   | 14           |
| Eswatini                                  | [ 45 ] [ 56 ]                                    | 88,61 |       |       | 13,05 | 13,63 |       |       |       |      |      | 13,63        |
| Panamá                                    | [ 57 ] [ 60 ]                                    | 10,1  | 10,56 | 9,56  | 10,8  | 9,7   | 11,2  | 11,3  | 12,9  |      |      | 12,9         |
| Paraguai                                  | [ 44 ] [ 56 ]                                    | 12,05 |       |       |       |       | 15,02 | 12,33 |       |      |      | 12,33        |
| Madagascar                                | [ 61 ]                                           |       |       |       |       | 12    |       |       |       |      |      | 12           |
| Nicarágua                                 | [ 62 ] [ 63 ]                                    | 9     | 10    | 11    | 12    | 11    | 12    | 12    |       |      |      | 12           |
| Mongólia                                  | [ 44 ] [ 45 ]                                    |       |       |       | 13,51 | 12,81 | 12,01 | 11,94 |       |      |      | 11,94        |
| Cazaquistão                               | [ 44 ]                                           |       |       |       |       |       | 12,1  | 11,5  |       |      |      | 11,5         |
| Suriname                                  | [ 45 ]                                           |       |       |       | 15,10 | 10,30 |       |       |       |      |      | 10,30        |
| Papua-Nova Guiné                          | [ 56 ]                                           | 9,06  |       |       |       |       |       |       |       |      |      | 9,06         |
| Quirguistão                               | [ 44 ] [ 45 ] [ 56 ]                             | 8,40  |       |       | 8,15  | 8,01  | 9,44  | 8,48  |       |      |      | 8,48         |
| Zimbabwe                                  | [ 45 ] [ 56 ]                                    | 7,24  |       |       | 7,99  | 8,44  |       |       |       |      |      | 8,44         |
| Lituânia                                  | [ 44 ] [ 45 ] [ 56 ] [ 57 ]                      | 10,01 | 10,14 | 8,45  | 9,96  | 9,38  | 10,77 | 8,13  |       |      | ,    | 8,13         |
| Tailândia                                 | [ 44 ] [ 56 ]                                    | 8,47  |       |       |       |       | 8,16  | 7,92  |       |      |      | 7,92         |
| Zâmbia                                    | [ 56 ]                                           | 7,89  |       |       |       |       |       |       |       |      |      | 7,89         |
| Costa Rica                                | [ 45 ] [ 57 ] [ 64 ]                             | 6,34  | 6,64  | 6,44  | 6,99  | 6,23  | 7,81  | 7,68  |       |      |      | 7,68         |
| Bielorrússia                              | [ 44 ] [ 45 ] [ 56 ] [ 57 ]                      | 10,13 | 9,72  | 9,96  | 8,91  | 8,31  | 8,53  | 7,53  |       |      |      | 7,53         |
| Barbados                                  | [ 56 ]                                           | 7,49  |       |       |       |       |       |       |       |      |      | 7,49         |
| Seicheles                                 | [ 56 ]                                           | 7,39  |       |       |       |       |       |       |       |      |      | 7,39         |
| Uganda                                    | [ 45 ]                                           |       |       |       | 7,95  | 7,37  |       |       |       |      |      | 7,37         |
| Geórgia                                   | [ 44 ] [ 45 ] [ 56 ]                             | 4,76  |       |       | 6,62  | 6,22  | 9,01  | 7,29  |       |      |      | 7,29         |
| Estónia                                   | [ 65 ] [ 66 ]                                    | 10,42 | 10,02 | 10,43 | 13,86 | 9,40  | 11,58 | 8,85  | 8,19  | 7,76 | 7,09 | 7,09         |
| Ucrânia                                   | [ 45 ] [ 56 ] [ 67 ]                             | 8,93  |       |       | 8,51  | 7,42  | 7,04  |       |       |      |      | 7,04         |
| Turquia (excluindo tentativas)            | [ 65 ]                                           | 9,96  | 8,60  | 8,26  | 7,61  | 7,05  | 6,94  |       |       |      |      | 6,94         |
| Paquistão                                 | [ 56 ] [ 68 ]                                    | 6,86  |       |       |       |       |       |       |       |      |      | 6,86         |
| Sri Lanka                                 | [ 45 ]                                           |       |       |       | 6,42  | 6,69  |       |       |       |      |      | 6,69         |
| Namíbia                                   | [ 57 ]                                           |       | 6,33  | 6,35  |       |       |       |       |       |      |      | 6,35         |
| Albânia                                   | [ 57 ]                                           |       | 6,64  | 5,68  |       |       |       |       |       |      |      | 5,68         |
| Peru                                      | [ 45 ] [ 57 ]                                    |       | 4,91  | 4,25  | 4,85  | 5,54  |       |       |       |      |      | 5,54         |
| Estados Unidos                            | [ 69 ]                                           | 5,5   | 5,6   | 5,6   | 5,7   | 5,5   | 5,6   | 5,7   | 5,6   | 5,4  | 5,0  | 5,0          |
| Argentina                                 | [ 56 ] [ 57 ] [ 70 ]                             | 7,17  | 8,43  | 9,47  | 7,9   | 6,3   | 5,8   | 5,27  |       |      |      | 5,27         |
| Letónia (incluindo tentativas)            | [ 71 ]                                           | 9,19  | 9,00  | 8,76  | 9,44  | 8,58  | 5,51  | 6,45  | 5,13  | 5,24 | 4,82 | 4,82         |
| Moldávia                                  | [ 44 ] [ 45 ] [ 56 ] [ 57 ]                      | 8,13  | 8,36  | 7,99  | 7,94  | 6,71  | 5,83  | 4,80  |       |      |      | 4,80         |
| Uruguai                                   | [ 45 ] [ 56 ] [ 57 ]                             | 4,61  | 6,31  | 6,46  | 5,30  | 5,64  | 4,3   |       |       |      |      | 4,3          |
| Montenegro                                | [ 44 ]                                           |       |       |       |       |       | 3,62  | 4,16  |       |      |      | 4,16         |
| Costa do Marfim                           | [ 56 ]                                           | 4,07  |       |       |       |       |       |       |       |      |      | 4,07         |
| Maurícia                                  | [ 45 ] [ 56 ]                                    | 2,19  |       |       | 2,95  | 2,51  | 2,98  | 4,00  |       |      |      | 4,00         |
| Iémen                                     | [ 56 ]                                           | 3,98  |       |       |       |       |       |       |       |      |      | 3,98         |
| Palestina                                 | [ 44 ] [ 45 ]                                    |       |       |       | 2,70  | 4,04  | 3,85  |       |       |      |      | 3,85         |
| Filipinas                                 | [ 44 ] [ 45 ] [ 56 ] [ 57 ]                      | 7,59  | 7,47  | 8,20  | 4,97  | 4,31  | 3,83  | 3,82  |       |      |      | 3,82         |
| Irã                                       | [ 45 ]                                           |       |       |       | 2,64  | 2,93  |       |       |       |      |      | 2,93         |
| Bolívia                                   | [ 57 ]                                           |       | 3,74  | 2,82  |       |       |       |       |       |      |      | 2,82         |
| Índia                                     | [ 44 ]                                           |       |       |       |       |       | 2,88  | 2,82  |       |      |      | 2,82         |
| Domínica                                  | [ 56 ]                                           | 2,74  |       |       |       |       |       |       |       |      |      | 2,74         |
| Bangladesh                                | [ 44 ]                                           |       |       |       |       |       | 2,24  | 2,64  |       |      |      | 2,64         |
| Bulgária (excluindo tentativas)           | [ 45 ] [ 56 ] [ 65 ]                             | 4,07  | 3,90  | 3,25  | 3,17  | 3,09  | 2,54  |       |       |      |      | 2,54         |
| Roménia (excluindo tentativas)            | [ 45 ] [ 57 ] [ 65 ]                             | 2,50  | 2,66  | 2,52  | 2,52  | 2,37  | 2,09  | 2,76  | 2,51  |      |      | 2,51         |
| Arménia                                   | [ 44 ] [ 45 ] [ 56 ]                             | 3,34  |       |       | 2,50  | 2,48  | 1,82  | 2,49  |       |      |      | 2,49         |
| Azerbaijão                                | [ 45 ] [ 56 ] [ 57 ]                             | 2,81  | 2,69  | 2,59  | 2,20  | 2,41  |       |       |       |      |      | 2,41         |
| China                                     | [ 72 ]                                           |       |       |       |       |       |       | 2,36  |       |      |      | 2,36         |
| Malásia                                   | [ 44 ] [ 56 ]                                    | 2,36  |       |       |       |       | 1,94  | 2,31  |       |      |      | 2,31         |
| Coreia do Sul                             | [ 44 ] [ 45 ] [ 56 ]                             | 2,02  |       |       | 2,19  | 2,18  |       |       |       |      |      | 2,18         |
| Finlândia (excluindo tentativas)          | [ 45 ] [ 56 ] [ 57 ] [ 67 ]                      | 2,86  | 3,01  | 2,54  | 1,97  | 2,75  | 2,17  |       |       |      |      | 2,17         |
| Macedónia do Norte (excluindo tentativas) | [ 44 ] [ 65 ]                                    | 2,52  | 2,71  | 2,94  | 3,46  | 2,41  | 2,16  | 2,01  |       |      |      | 2,01         |
| Nova Zelândia                             | [ 56 ] [ 57 ] [ 67 ]                             | 1,17  | 1,16  | 1,29  |       |       | 2,00  |       |       |      |      | 2,00         |
| Eslováquia (excluindo tentativas)         | [ 65 ]                                           | 2,65  | 2,40  | 2,38  | 2,71  | 2,27  | 1,97  |       |       |      |      | 1,97         |
| Israel                                    | [ 45 ] [ 73 ]                                    |       |       |       | 3,01  | 2,62  |       | 2,68  | 1,87  |      |      | 1,87         |
| Bósnia e Herzegovina                      | [ 44 ]                                           |       |       |       |       |       | 1,79  | 1,86  |       |      |      | 1,86         |
| Nepal                                     | [ 44 ] [ 57 ]                                    |       | 2,56  | 3,42  |       |       | 2,08  | 1,84  |       |      |      | 1,84         |
| Canadá                                    | [ 45 ] [ 56 ] [ 57 ] [ 74 ] [ 75 ] [ 76 ]        | 1,59  | 1,67  | 1,67  | 1,74  | 1,95  | 2,05  | 1,86  | 1,80  | 1,83 |      | 1,83         |
| Jordânia                                  | [ 44 ]                                           |       |       |       |       |       | 1,21  | 1,75  |       |      |      | 1,75         |
| Chipre (excluindo tentativas)             | [ 44 ] [ 45 ] [ 57 ] [ 65 ]                      | 1,16  | 1,00  | 0,43  | 2,10  | 2,05  | 2,14  | 1,66  |       |      |      | 1,66         |
| Croácia (excluindo tentativas)            | [ 44 ] [ 45 ] [ 57 ] [ 65 ]                      | 2,47  | 1,86  | 1,79  | 1,53  | 1,83  | 1,49  | 1,62  |       |      |      | 1,62         |
| Chile                                     | [ 45 ] [ 56 ] [ 77 ]                             |       | 1,9   | 1,9   | 1,8   | 1,7   | 1,9   | 1,9   | 1,9   | 1,6  |      | 1,6          |
| França (excluindo tentativas)             | [ 45 ] [ 56 ] [ 65 ] [ 67 ]                      | 1,79  | 1,76  | 1,87  | 1,64  | 1,64  | 1,60  |       |       |      |      | 1,60         |
| Bermudas                                  | [ 45 ]                                           |       |       |       | 3,14  | 1,56  |       |       |       |      |      | 1,56         |
| Bélgica (excluindo tentativas)            | [ 65 ]                                           | 2,00  | 2,35  | 2,23  | 1,83  | 2,05  | 1,65  | 1,81  | 1,85  | 1,49 |      | 1,49         |
| Reino Unido (excluindo tentativas)        | [ 65 ]                                           | 1,70  | 1,78  | 2,06  | 1,76  | 1,75  | 1,49  |       |       |      |      | 1,49         |
| Sérvia                                    | [ 44 ]                                           |       |       |       |       |       | 1,44  | 1,46  |       |      |      | 1,46         |
| Hungria (excluindo tentativas)            | [ 45 ] [ 56 ] [ 57 ] [ 67 ]                      | 2,05  | 2,49  | 2,00  | 2,33  | 2.09  | 1,64  |       | 1,47  |      | 1,38 | 1,38         |
| Marrocos                                  |                                                  | 1,60  | 1,86  | 1,57  | 1,71  | 1,56  | 1,54  | 1,62  | 1,67  | 1,36 | 1,37 | 1,37         |
| Chéquia (excluindo tentativas)            | [ 44 ] [ 45 ] [ 56 ] [ 57 ] [ 65 ]               | 1,69  | 1,45  | 1,36  | 1,56  | 1,34  | 1,02  | 1,33  |       |      |      | 1,33         |
| Polónia (excluindo tentativas)            | [ 44 ] [ 45 ] [ 57 ] [ 65 ]                      | 2,21  | 2.01  | 1,87  | 1,72  | 1,64  | 1,45  | 1,28  |       |      |      | 1,28         |
| Maldivas                                  | [ 45 ] [ 57 ]                                    |       | 2,50  | 2,79  | 1,28  |       |       |       |       |      |      | 1,28         |
| Portugal (excluindo tentativas)           | [ 65 ]                                           | 1,14  | 1,02  | 1,15  | 1,43  | 1,37  | 1,26  |       |       |      |      | 1,26         |
| Tunísia                                   | [ 56 ] [ 57 ]                                    | 1,18  | 1,26  | 1,22  |       |       |       |       |       |      |      | 1,22         |
| Austrália                                 | [ 45 ] [ 45 ] [ 56 ] [ 56 ] [ 67 ] [ 78 ] [ 79 ] | 1,57  |       |       | 1,53  | 1,28  | 1,45  | 1,42  | 1,2   | 1,2  |      | 1,2          |
| Síria                                     | [ 45 ]                                           |       |       |       | 1,04  | 1,14  |       |       |       |      |      | 1,14         |
| Irlanda(excluindo tentativas)             | [ 65 ] [ 80 ]                                    | 1,48  | 1,51  | 1,51  | 1,31  | 1,11  | 1,46  | 1,59  | 1,84  | 1,01 | 1,12 | 1,12         |
| Senegal                                   | [ 81 ] [ 82 ]                                    | 0,33  |       |       |       | 1,1   |       |       |       |      |      | 1,1          |
| Itália (excluindo tentativas)             | [ 44 ] [ 45 ] [ 56 ] [ 57 ]                      | 1,29  | 1,23  | 1,12  | 1,24  | 1,23  | 1,04  | 1,06  |       |      |      | 1,06         |
| Indonésia                                 | [ 56 ]                                           | 1,05  |       |       |       |       |       |       |       | 8,1  |      | 8,1          |
| Dinamarca (excluindo tentativas)          | [ 65 ] [ 83 ]                                    | 1,48  | 1,16  | 1,08  | 1,52  | 1,11  | 1,29  |       | 0,84  | 0,97 | 1,01 | 1.01         |
| Suíça (excluindo tentativas)              | [ 65 ]                                           | 0,96  | 1,19  | 1,19  | 1,00  | 1,07  | 1,01  |       |       |      |      | 1,01         |
| Eslovénia (excluindo tentativas)          | [ 65 ]                                           | 1,81  | 0,75  | 1,45  | 1,05  | 1,45  | 1,00  |       |       |      |      | 1,00         |
| Malta (excluindo tentativas)              | [ 65 ]                                           | 1,05  | 1,28  | 1,27  | 0,00  | 1,75  | 0,99  |       |       |      |      | 0,99         |
| Kuwait                                    | [ 57 ]                                           |       | 1,71  | 0,99  |       |       |       |       |       |      |      | 0,99         |
| Grécia (excluindo tentativas)             | [ 44 ] [ 56 ] [ 65 ]                             | 1,45  | 1,27  | 0,98  | 1,11  | 0,99  | 1,14  | 0,98  |       |      |      | 0,98         |
| Bahrein                                   | [ 44 ] [ 45 ]                                    |       |       |       | 0,43  | 0,98  | 0,55  | 0,95  |       |      |      | 0,95         |
| Suécia (excluindo tentativas)             | [ 65 ]                                           | 1,00  | 0,95  | 1,04  | 0,91  | 1,17  | 0,92  |       |       |      |      | 0,92         |
| Emirados Árabes Unidos                    | [ 45 ]                                           |       |       |       | 1,12  | 0,63  | 1,36  | 0,92  |       |      |      | 0,92         |
| Arábia Saudita                            | [ 56 ] [ 57 ]                                    | 0,51  | 0,87  | 0,92  |       |       |       |       |       |      |      | 0,92         |
| Países Baixos (excluindo tentativas)      | [ 84 ]                                           | 1,13  | 1,26  | 1,21  | 1,25  | 1,17  | 1,07  | 0,78  | 0,87  | 0,91 | 0,92 | 0,92         |
| Luxemburgo (excluindo tentativas)         | [ 65 ]                                           | 0,92  | 1,37  | 0,90  | 0,70  | 0,44  | 0,87  |       |       |      |      | 0,87         |
| Alemanha (excluindo tentativas)           | [ 44 ] [ 45 ] [ 56 ] [ 57 ] [ 85 ]               | 1,25  | 1,14  | 1,17  | 1,06  | 1,06  | 1,06  | 0,98  | 0,92  | 0,88 | 0,86 | 0,86         |
| Catar                                     | [ 45 ] [ 56 ]                                    | 0,17  |       |       | 0,55  | 0,77  |       |       |       |      |      | 0,77         |
| Áustria (excluindo tentativas)            | [ 44 ] [ 65 ]                                    | 1,02  | 0,87  | 0,81  | 0,62  | 0,72  | 0,65  | 0,73  |       |      |      | 0,73         |
| Noruega (excluindo tentativas)            | [ 44 ] [ 65 ]                                    | 1,07  | 0,82  | 1,02  | 1,12  | 0,78  | 0,71  | 0,72  |       |      |      | 0,72         |
| Espanha                                   | [ 65 ]                                           | 1,38  | 1,43  | 1,38  | 1,41  | 1,23  | 1,20  | 1,09  | 1,08  | 0,90 | 0,90 | 0,69         |
| Argélia                                   | [ 44 ] [ 45 ]                                    |       |       |       | 2.04  | 1,39  | 0,62  | 0,64  |       |      |      | 0,64         |
| Omã                                       | [ 57 ]                                           |       | 0,52  | 0,59  |       |       |       |       |       |      |      | 0,59         |
| Líbano                                    | [ 44 ]                                           |       |       |       |       |       | 2,34  | 0,57  |       |      |      | 0,57         |
| Brunei                                    | [ 44 ] [ 45 ]                                    |       |       |       | 0,56  | 1,37  | 0,00  | 0,50  |       |      |      | 0,50         |
| Hong Kong                                 | [ 45 ] [ 56 ] [ 67 ]                             | 0,56  |       |       | 0,73  | 0,63  | 0,49  |       |       |      |      | 0,49         |
| Japão                                     | [ 44 ] [ 56 ] [ 67 ]                             | 0,50  | 0,53  | 0,59  |       |       | 0,64  | 0,44  |       |      |      | 0,44         |
| Singapura                                 | [ 44 ] [ 45 ] [ 56 ] [ 67 ]                      | 0,92  |       |       | 0,57  | 0,49  | 0,48  | 0,39  |       |      | 0,38 | 0,38         |
| Islândia (excluindo tentativas)           | [ 65 ]                                           | 1,79  | 0,35  | 1,40  | 0,00  | 1,03  | 1,02  | 0,31  | 0,63  | 0,31 |      | 0,31         |
| Liechtenstein (excluindo tentativas)      | [ 65 ]                                           | 0,00  | 0,00  | 0,00  | 0,00  | 2,92  | 0,00  |       |       |      |      | 0,00         |

## Outros estudos
Um estudo de 2020 da InSight Crime descobriu que a Jamaica tinha a maior taxa de homicídios na América Latina e no Caribe, enquanto a Venezuela tinha a segunda maior taxa.